# Christian Kuster

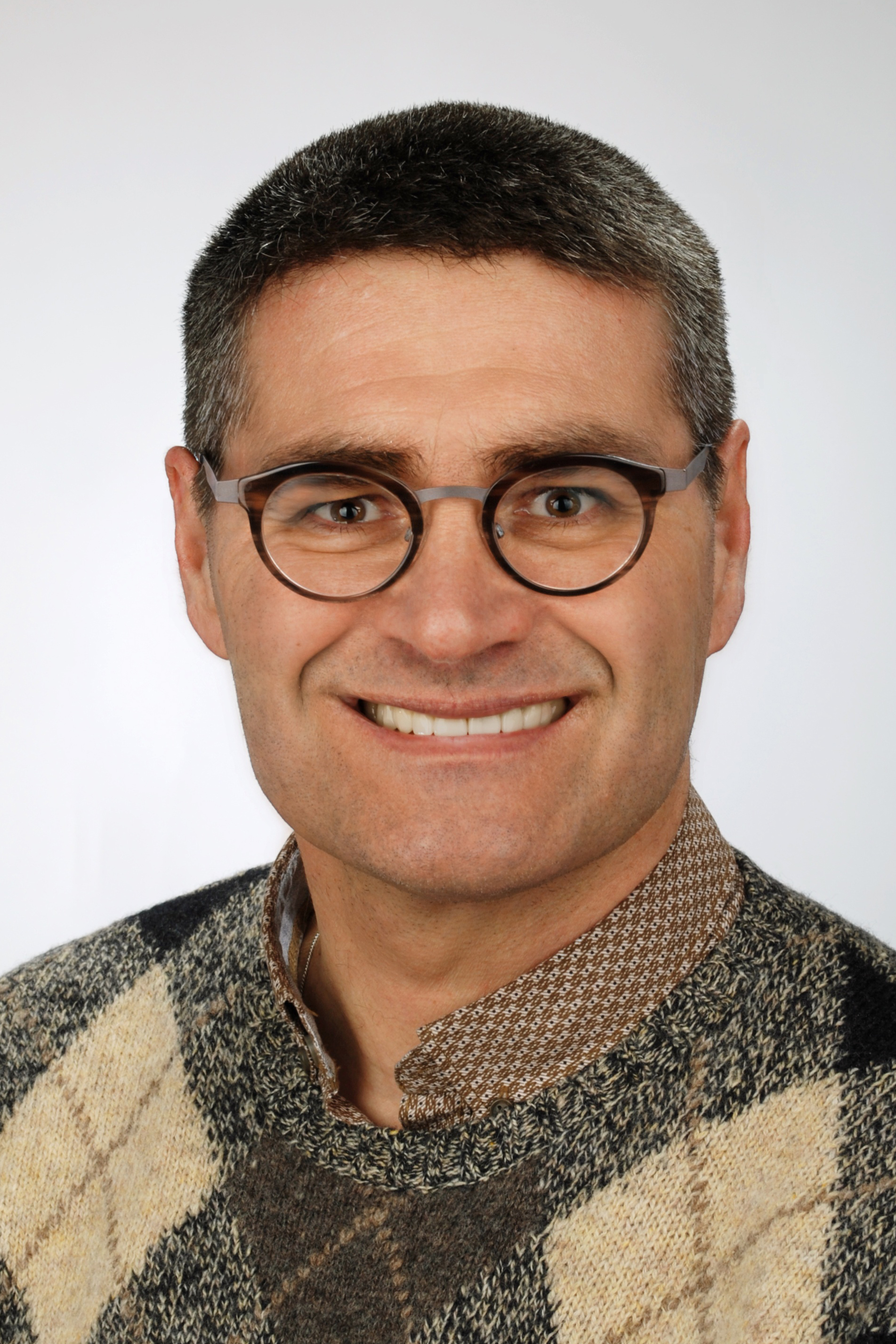
Christian Kuster (2018)

Christian Kuster (* 1965 in Klagenfurt) ist Religionslehrer, Diplom-Theologe, Liedermacher und Autor von (biblisch inspirierten) Büchern. Er ist außerdem Mentor für Männerarbeit und Männerseminare.

## Leben
Nach der Matura und einigen beruflichen Praktika unternahm Kuster eine halbjährige Bildungsreise nach Indien und Nepal. In Hermagor in Kärnten kam es zur großen biografischen Wende, die sein bisheriges Leben auf radikale Weise erneuerte. Später studierte er in Salzburg, Jerusalem und Graz Theologie und Religionspädagogik. Er verbrachte fast fünf Jahre als Ordensmann in der Tiroler Franziskanerprovinz. Mit seiner Familie lebt er seit 2001 in Großkarolinenfeld bei Rosenheim.
Im Jahre 2004 beendete er seine Ausbildung zum Lebensberater (Master NLP). Er erwarb sich danach die Qualifikation zum Krisenpädagogen. Anschließend begann er, biblisch-christliche Literatur zu verfassen. Er publiziert in vielen Verlagen und Zeitungen.
Kuster leitet seit 2006 die „Offene Männerrunde Großkarolinenfeld“. Als Religionslehrer an der privaten Wirtschaftsschule Dr. Kalscheuer Rosenheim unterrichtet er seit 2001 junge Menschen.

## Werke (Auswahl)
- Mann, wo bist du? Ein Männerbuch mit biblischen Impulsen. Bonifatius 2010, ISBN 978-3-89710-462-4
- Karriere – wohin? Eine biblische Wegbestimmung für Männer. Bonifatius 2010, ISBN 978-3-89710-467-9
- Ankommen. Ein Adventskalender für Männer. Echter 2010, ISBN 978-3-429-03279-1
- Männeralltag, Anregungen aus der Bibel für Tiefstapler, Überflieger und Bodenständige. (Emmerich Adam Hg.), bibellesebund 2011, ISBN 978-3-87982-951-4
- Verzögerte Zeit. Ein Adventskalender für Männer. Echter 2011, ISBN 978-3-429-03433-7
- Mutausbrüche. Das christliche Abendland in Zeiten des Umbruchs. (Gemmingen, von Eberhard, Co-Autor), Bonifatius 2017, ISBN 978-3-89710-711-3
- Männersache – Fastenzeit. Katholisches Bibelwerk, Stuttgart 2018, ISBN 978-3-96157-026-3
- Endlich Mann sein. Das große Abenteuer zu sich selbst zu finden. Katholisches Bibelwerk, Stuttgart 2018, ISBN 978-3-96157-069-0
- Männeradvent. Ein spiritueller Begleiter. Katholisches Bibelwerk. Stuttgart 2018, ISBN 978-3-96157-058-4.
- Männerwerkbuch Bibel. Bibelarbeiten, Gottesdienste, Rituale in Gruppe und Gemeinde. Katholisches Bibelwerk, Stuttgart 2018, ISBN 978-3-460-25267-7
- Schulgottesdienste leicht gemacht. Einfach vorbereiten, erfolgreich durchführen, Christian Kuster u. a., Raabe, Stuttgart 2018, ISBN 978-3-8183-0757-8
- Glanz in dunkler Nacht. Ein kleines Lesebuch zum großen Fest. Voigt, Ulrike (Hg.), Katholisches Bibelwerk, Stuttgart 2019, ISBN 978-3-96157-116-1.
- Kraftstoff. Was Männer stärkt. Kogler, Franz, Schönleitner, Wolfgang (Hg.), Tyrolia, Innsbruck 2019, ISBN 978-3-7022-3790-5.
- Das Vaterunser. Eine zeitgemäße Auslegung des Herrengebetes. Katholisches Bibelwerk, Stuttgart 2020, ISBN 978-3-460-23146-7.
- Unter dem hellen Stern, Ein kleines Lesebuch zum großen Fest, Voigt, Ulrike (Hg.), Katholisches Bibelwerk, Stuttgart 2020, ISBN 978-3-96157-143-7
- Gebete gegen die Angst, Innere Ruhe finden in der Hinwendung zu Gott, Kuster, Christian u. a., Katholisches Bibelwerk 2020, ISBN 978-3-96157-161-1
- Bergpredigt für moderne Glückssucher, Katholisches Bibelwerk, Stuttgart 2021, ISBN 978-3-96157-158-1
- Zuhause Gottesdienst feiern – (wie) geht das? Katholisches Bibelwerk, Stuttgart 2021, ISBN 978-3-460-25536-4
- Die schönsten Gebete zur Nacht. Katholisches Bibelwerk, Stuttgart 2021, ISBN 978-3-96157-146-8
- Kirche digital, Best Practise – Nicht nur für Krisenzeiten. (Gemeinsam mit Hanno Rother) Katholisches Bibelwerk, Stuttgart 2021, ISBN 978-3-460-25537-1
- Weihnachten vor dem Kamin – Ein kleines Lesebuch zum großen Fest. (Co-Autor) Katholisches Bibelwerk, Stuttgart 2021, ISBN 978-3-96157-150-5
- Kraft und Weisheit aus dem Kloster – 40 Impulse für die Fastenzeit. Katholisches Bibelwerk, Stuttgart 2022, ISBN 978-3-460-25552-4
- Bibel Tag für Tag 2023, Du bist ein Gott, der mich sieht, Brand, Fabian (Hg.), Katholisches Bibelwerk, Stuttgart 2022, ISBN 978-3-460-20230-6
- Friedensgebete, (Co-Autor) Katholisches Bibelwerk, Stuttgart 2022, ISBN 978-3-96157-184-0
- Zitate christlicher Mystikerinnen, Kirchenmütter und starker Frauen, Katholisches Bibelwerk, Stuttgart 2023, ISBN 978-3-96157-189-5
- Die schönsten Gebete für Paare und Familien (mit Alexandra Wolf), Katholisches Bibelwerk, Stuttgart 2024, ISBN 978-3-96157-208-3

Self-Publishing
- Bruchgräser. Ein Denkbuch für Männer. epubli 2011, ISBN 978-3-8442-1228-0
- Sehnsucht Himmelwärts. epubli 2011, ISBN 978-3-8442-1228-0
- Wer abgibt, steigt auf. Erbauliche Anregungen durch Jahr – ein Buch für Männer. epubli 2011, ISBN 978-3-8442-1038-5
- einfach leben – christsein für neuanfänger. epubli 2012, ISBN 978-3-8442-2316-3
- Männergestalten. Betrachtungen aus dem Evangelium nach Markus. epubli 2012, ISBN 978-3-8442-3322-3
- Der Hoffnung entgegen. Österliche Überlegungen nicht nur für Männer. epubli 2012, ISBN 978-3-8442-2251-7
- Gott, wo bist du? Erinnerungen an Gott. epubli 2014, ISBN 978-3-8442-9775-1